# Dead Rising 2
Dead Rising 2 är ett datorspel utvecklat av Blue Castle Games och Capcom. Spelet som kan kategoriseras som ett komiskt survival horror-spel är uppföljaren till Dead Rising från 2006. Teamet som utvecklade första spelet, inklusive Keiji Inafune, chef för utvecklingsavdelningen på Capcom, strålade åter samman för att skapa Dead Rising 2.
Spelet, som finns till Playstation 3, Xbox 360 och Windows, släpptes 24 september 2010 i Europa och 28 september 2010 i USA.

## Gameplay
Spelets uppbyggnad är ungefär likadant som det tidigare spelet i serien. Spelaren kontrollerar Chuck Greene när han slåss mot horder av zombies och utför olika uppdrag.